# Maaike Head
Maaike Christiane Head (Amsterdã, 11 de setembro de 1983) é uma remadora neerlandesa, campeã olímpica.

## Carreira
Head competiu nos Jogos Olímpicos de 2012 e 2016, conquistando a medalha de ouro no Rio de Janeiro ao lado de Ilse Paulis na prova do skiff duplo peso leve.